# Wikitongues
Wikitongues é uma organização americana sem fins lucrativos registrada no estado de Nova York. Tem como objetivo documentar todas as línguas do mundo. Foi fundada em 2014 por Frederico Andrade, Daniel Bogre Udell e Lindie Botes.

## Histórias orais

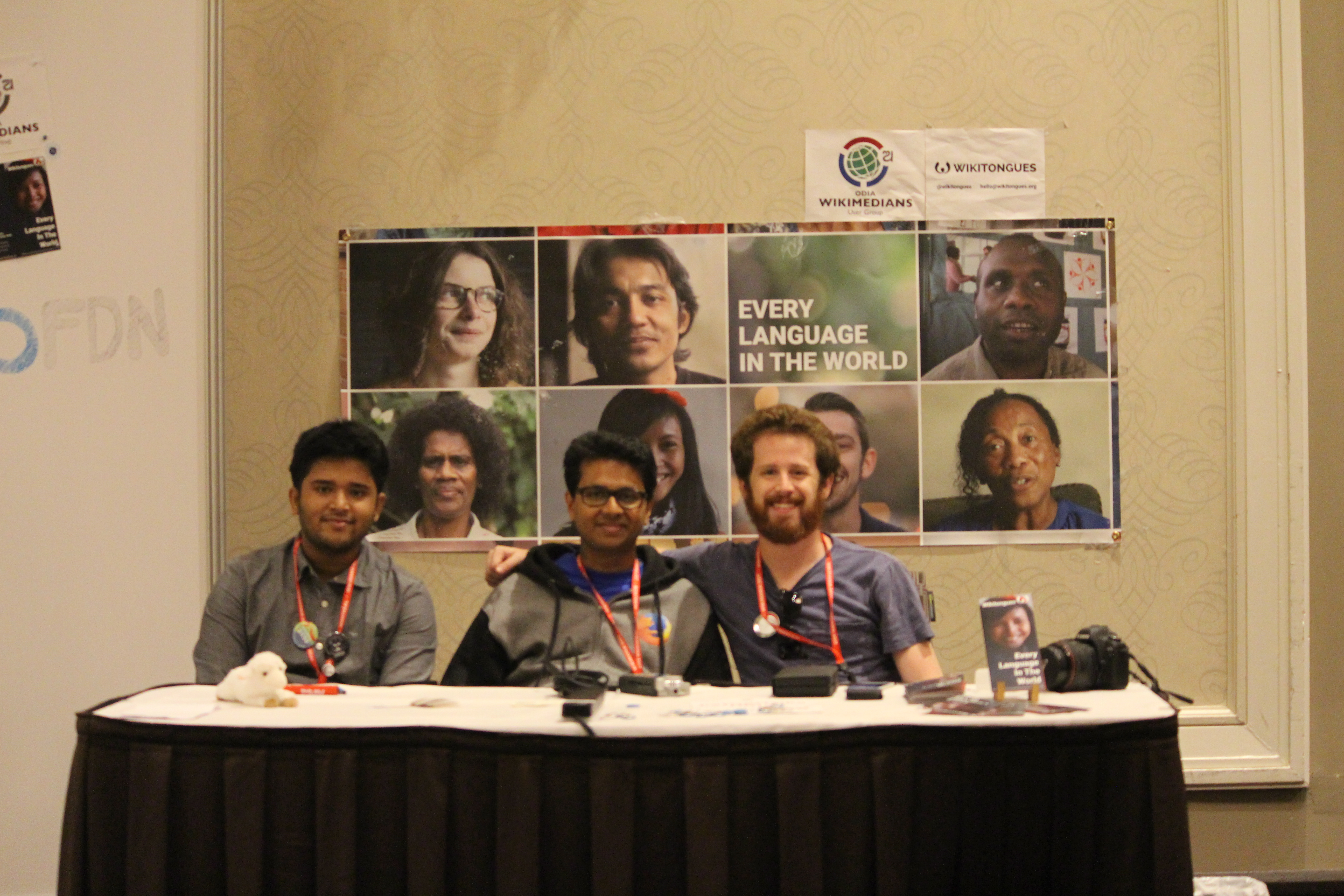
Colaboradores da Wikitongues em Montreal durante a Wikimania 2017.

Em maio de 2016, o Wikitongues possuía cerca de 329 vídeos em mais de 200 idiomas. Em 2018, eles têm registrado mais de 350 idiomas, o que representa 5% dos idiomas do mundo.

## Poly
Poly é um software de código aberto criado para compartilhar e aprender idiomas. O projeto foi apoiado no Kickstarter e a organização conseguiu arrecadar $52.716 dólares com a ajuda de 429 apoiadores. Atualmente o software está em desenvolvimento.

## Licenças
Todos os vídeos são lançados sob a licença CC-by-NC 4.0. Recentemente, foi introduzida uma opção para lançar o vídeo sob CC-by-SA 4.0.